# Snotra
Snotra (”den kloka”) är enligt Snorre Sturlasson en av asynjorna i Asgård. Hon är klok och vet hur hon skall föra sig. Det sägs att hon är den som givit namn till det som har med klokskap att göra. 

## Källtexterna
I Gylfaginning, kapitel 35, räknar Snorre Sturlasson upp vilka asynjor som finns i Asgård och ger, för flertalet av dem, en kort kommentar. Om Snotra skriver han:
| Den trettonde är Snotra: hon är klok och belevad. Efter hennes namn sägs den man eller kvinna som är klok vara snotr. | Þrettánda Snotra: hon er vitr ok látprúð. Af hennar heiti er kallat snotr kona eða karlmaðr sá er vitr maðr er. |  |

Detta är allt som berättas om Snotra, och hon är inte omtalad någon annanstans. Men hennes namn finns i en av de namntulor som i några handskrifter av Snorres Edda följer efter Skáldskaparmál. Namnet nämns där i en lista över asynjor, men några fler upplysningar om henne ges inte.
Eftersom Snotra är helt okänd utanför Snorres Edda har den misstanken kunnat framföras, att det var Snorre själv som hittade på henne. I vilket fall som helst ger Snorre inga upplysningar om henne som inte går att härleda ur betydelsen av hennes namn. Snorres källa kan alltså ha varit en tula.
Att Snotra är ”den trettonde” betyder ingenting. Med undantag för Frigg, som nämns först, är listan inte rangordnad. Snorre har sannolikt räknat upp asynjorna i den ordning som han själv har kommit att tänka på dem.